# جون ألين ستيرلينغ
جون ألين ستيرلينغ (بالإنجليزية: John Allen Sterling)‏ هو محامي وسياسي أمريكي، ولد في 1 فبراير 1857 في لو روي في الولايات المتحدة، وتوفي في 17 أكتوبر 1918 في بونتياك في الولايات المتحدة. حزبياً، نشط في الحزب الجمهوري. وقد انتخب عضو مجلس النواب الأمريكي.